# جورج وايت (مونتير)
جورج وايت (بالإنجليزية: George White)‏ هو مونتير أمريكي، ولد في 20 أغسطس 1911 في لوس أنجلوس في الولايات المتحدة، وتوفي في 15 فبراير 1998 في وودلاند هيلز، كاليفورنيا في الولايات المتحدة.

## وصلات خارجية
- جورج وايت على موقع IMDb (الإنجليزية)
- جورج وايت على موقع ألو سيني (الفرنسية)
- جورج وايت على موقع أول موفي (الإنجليزية)
- جورج وايت على موقع قاعدة بيانات الأفلام السويدية (السويدية)
- جورج وايت على موقع قاعدة بيانات الفيلم (الإنجليزية)
- جورج وايت على موقع كينوبويسك (الروسية)